# 三島誠也

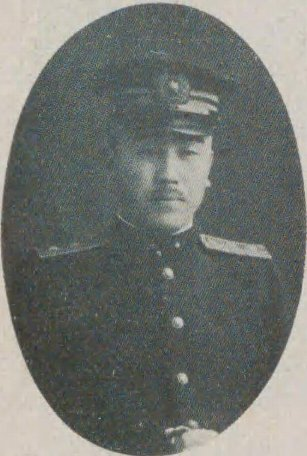
三島誠也

三島 誠也（みしま まさや / せいや、1894年（明治27年）1月 - 1962年（昭和37年）6月1日）は、日本の内務・警察官僚。官選県知事。旧姓・大槻。

## 経歴
熊本県出身。大槻頼継の二男として生まれ、三島キジエの養子となる。第五高等学校を卒業。1917年10月、文官高等試験行政科試験に合格。1918年、東京帝国大学法科大学法律学科（独法）を卒業。内務省に入省し宮城県属となる。
以後、宮城県警部、京都府属・同府警視、同府理事官、警視庁理事官、同警視、長崎県書記官・警察部長、内務理事官、内務書記官、鹿児島県書記官・内務部長、警視庁書記官・警務部長などを歴任。
1935年1月、宮崎県知事に就任。1937年7月、奈良県知事に転任。紀元二千六百年記念行事の実施、奈良保健所の設置などを推進。1940年4月、軍事保護院副総裁となる。1942年に退官し、戦後、公職追放となった。
追放解除後の1952年、参議院議員補欠選挙に熊本県から改進党公認で立候補したが、松野鶴平に敗れた。翌1953年の第3回参議院議員通常選挙に全国区から改進党公認で立候補したが落選した。その後、日本土木工業協会専務理事、東日本建設業保証会社社長を務めた。

## 著作
- 述『勞報の使命』大日本勞務報國會、1944年。

## 栄典
- 1940年（昭和15年）8月15日 - 紀元二千六百年祝典記念章[8]